# 432 Pythia
432 Pythia este un asteroid din centura principală, descoperit pe 18 decembrie 1897, de Auguste Charlois.